# Antoine Joseph Veaux
Antoine Joseph Veaux, né le 17 septembre 1764 à Seurre (Côte d'Or), mort le 24 septembre 1817 à Dijon (Côte-d'Or), est un général français de la Révolution et de l’Empire.

## États de service
Il entre en service comme soldat le 24 août 1785 au Régiment de Rouergue, et il est congédié le 4 juin 1791.
Le 27 août 1791 il devient capitaine de la 1re compagnie du 1er bataillon de volontaires de la Côte-d'Or, et il sert à l’armée du Nord, puis à l’armée des Alpes, où il mérite le grade d’adjudant-général chef de bataillon le 7 octobre 1793.
Il est nommé adjudant-général chef de brigade le 13 juin 1795, et de 1796 à 1797 il est affecté à l’armée d’Italie. Il participe aux batailles de Rivoli et de La Favorite les 14, 15 et 16 janvier 1797.
Il est promu général de brigade le 10 mars 1797, et il est incorporé dans la division du général Joubert. Le 18 janvier 1798 il passe à l’armée d’Angleterre, puis le 5 mars suivant à l’armée d’Orient. Le 23 juin 1798 il commande la 1re brigade de la 4e division d’infanterie, et il est blessé grièvement le 25 avril 1799 lors du siège de Saint-Jean-d’Acre. Envoyé à Alexandrie à bord du navire « La Marianne », il est fait prisonnier par les Anglais le 4 novembre 1799.
Échangé peu de temps après, il est attaché le 5 février 1800 à l’armée de réserve, et il participe aux opérations dans les Grisons et le Tyrol. Le 15 juillet 1800 il commande l’avant-garde de la 1re division du général Rey dans la 2e armée de réserve, et en décembre il passe sous les ordres du général Vandamme, toujours dans la même armée.
Le 19 mars 1801 il est muté à la 18e division militaire, et il est fait chevalier de la Légion d’honneur le 11 décembre 1803, puis commandeur de l’ordre le 14 juin 1804. En 1805 il est affecté à l’armée d’Italie sous le maréchal Masséna, et le 22 septembre 1806 il prend le commandement de la 1re brigade de la 1re division d’infanterie du 8e corps de la Grande Armée. 
En 1807 il fait la campagne de Pologne, et le 1er janvier 1809 il commande la 2e brigade de la division d’infanterie du général Dupas lors de la campagne d’Allemagne. Il est créé baron de l’Empire le 29 janvier 1809, et il est blessé à la bataille de Wagram le 6 juillet 1809. Le 23 août 1809 il est envoyé dans la 18e division militaire, en tant que commandant du département de la Côte-d'Or.
De janvier 1810 à mars 1811 il commande temporairement la 18e division militaire à Dijon, avant de retrouver le commandement du département de la Côte-d'Or. Le 4 janvier 1814 il est chargé de la levée en masse de son département, et le 19 janvier il commande l’évacuation de Dijon, avant de participer à la défense d’Auxerre. Il est mis en non-activité en juin 1814, et reste sans affectation pendant la première Restauration.
Au retour de l’Empereur, il est nommé général de division provisoire le 15 mars 1815, et commandant de la 18e division militaire à Dijon. Confirmé dans son grade le 22 mars, il est élu député du département de la Côte-d'Or à la chambre des représentants le 15 mai 1815. 
Par ordonnance du 1er août 1815, sa nomination au grade de général de division est annulée et il est admis à la retraite le 18 octobre 1815. Le 10 janvier 1816, il est arrêté à Dijon, et il est acquitté en septembre suivant.
Il se suicide d’un coup de pistolet dans la tête dans la nuit du 23 au 24 septembre 1817, à Dijon.

## Dotation
- Le 17 mars 1808, donataire d’une rente de 4 000 francs sur les biens réservés en Westphalie.

- Le 15 août 1810, donataire d’une rente de 4 000 francs en Hanovre.

## Armoiries
| Figure | Nom du baron et blasonnement |
| ------ | --- |
|        | Armes du baron Antoine Joseph Veaux et de l'Empire, décret du 19 mars 1808, lettres patentes du 21 janvier 1809, commandeur de la Légion d'honneur Coupé : le premier parti d'azur à deux étoiles d'or posées en bande et de gueules au signe des barons tirés de l'armée ; le deuxième d'or à la pyramide de sable ouverte et maçonnée de même, sénestre d'un palmier de sinople - Livrées : bleu, rouge, jaune , noir et verd ; le verd dans les bordures seulement. |

## Sources
- (en) « Generals Who Served in the French Army during the Period 1789 - 1814: Eberle to Exelmans »
- Thierry Pouliquen, « Les généraux français et étrangers ayant servis [sic] dans la Grande Armée » (consulté le 2 avril 2015)
- « La noblesse d’Empire » (consulté le 2 avril 2015)
- Docteur Robinet, Jean-François Eugène et J. Le Chapelain, Dictionnaire historique et biographique de la révolution et de l'empire, 1789-1815, volume 2, Librairie Historique de la révolution et de l’empire, 886 p. (lire en ligne), p. 808.
- A. Lievyns, Jean Maurice Verdot, Pierre Bégat, Fastes de la Légion-d'honneur, biographie de tous les décorés accompagnée de l'histoire législative et réglementaire de l'ordre, Tome 4, Bureau de l’administration, 1844, 640 p. (lire en ligne), p. 90.
- (pl) « Napoléon.org.pl »
- Vicomte Révérend, Armorial du premier empire, tome 4, Honoré Champion, libraire, Paris, 1897, p. 354.
- « Antoine Joseph Veaux », dans Adolphe Robert et Gaston Cougny, Dictionnaire des parlementaires français, Edgar Bourloton, 1889-1891 [détail de l’édition]